# Ibn Misjaḥ
Ibn Misjaḥ († 715) fue un músico árabe. Fue el primer teórico musical árabe, y es considerado el padre de la música clásica árabe. Creó un sistema melódico ornado (zawa'id), similar a la fioritura occidental.

## Vida y obra
Nació en La Meca, de familia persa. Viajó por todo el imperio de los Omeyas, especialmente Siria y Persia, donde aprendió teoría musical, canto y técnicas de laúd. También conocía la música bizantina, aunque rechazó en su sistema todo lo ajeno a la música árabe, la cual codificó y sistematizó. Su sistema comprendía ocho modos digitales (asab') para laúd, idénticos a los modos eclesiásticos griegos salvo en un caso. Sobre esos modos creó patrones melódicos, que se ejecutaban con diversos adornos, como mordentes, trinos, glissandos y otras formas ornamentales (zawa'id). La obra de Ibn Misjaḥ no ha llegado hasta nuestros días, y es conocida por autores posteriores.